# Jean Lucemburský (1957)
Princ Jean Lucemburský (Jean Félix Marie Guillaume; * 15. května 1957 zámek Betzdorf) je druhý syn velkovévody Jeana Lucemburského a princezny Josefíny Šarloty Belgické. Je dvojčetem princezny Margarethy. Je známější jako Jean Nasavský.
Dne 26. září 1986 se princ Jean vzdal svého práva na nástupnictví na lucemburský trůn.

## Vzdělání a mládí
Kmotry prince Jeana byli princ Felix Lucemburský a princezna Margrethe Dánská.
Princ Jean byl vzděláván v Lucembursku, Švýcarsku a Francii, kde získal magisterský titul. Poté absolvoval jazykový kurz na Bell School of Languages v Cambridge v Anglii.
V roce 1977 zahájil princ Jean výcvik vojenských důstojníků na Královské vojenské akademii v Sandhurstu v Anglii. V roce 1979 byl jmenován kapitánem lucemburské armády. Po ukončení vysokoškolského studia v Ženevě odešel do New Yorku a nastoupil do společnosti WR Grace jako finanční analytik. V roce 1985 se vrátil do Evropy a v roce 1986, získal titul MBA na INSEAD ve francouzském Fontainebleau.

## Svatba a rodina
Dne 27. května 1987 se princ Jean morganaticky oženil v Paříži ve Francii s Hélène Suzannou Vesturovou (* 31. května 1958 Saint-Germain-en-Laye), dcerou Françoise Philippe Vestura (* 1927) a Cécile Ernestine Buissonové (* 1928). Jeho manželka a děti nesly od 21. září 1995 titul „hrabě/nka Nasavský/á“. Princ a bývalá hraběnka se rozvedli v roce 2004 a měli spolu čtyři děti:
- Princezna Marie-Gabrielle Cécile Charlotte Sophie Nasavská (*8. září 1986, Paříž), vdaná za Antoniuse Benedikta Clemense Douglase Emanuela Willmse (*22. prosince 1988, Atlanta), syna Hayo Willmse a Marie Theresie Reichsgräfin von Goëssové. Civilní svatba se konala 15. května 2017 v Lucemburku; náboženská svatba se konala 2. září 2017 ve španělské Marbelle.
  - Zeno Philippe Leopold Marcus d'Aviano Willms (* 5. června 2018, Mnichov)
  - Cajetan Jean Wenzeslas Marcus d'Aviano Willms (* 2. září 2020 Vídeň)
- Princ Constantin Jean Philippe Marie Albert Marc d'Aviano Nasavský (* 22. července 1988 Paříž) se dne 22. prosince 2020 v Gibraltaru civilně oženil s Kathryn Mechie.[1]
  - Felix de Nassau (* 22. dubna 2018)
- Princ Václav François Baudoin Léopold Juraj Marie Marc d'Aviano Nasavský (* 17. listopadu 1990 Paříž)
- Princ Carl-Johan Félix Julien Marc d'Aviano Nasavský (* 15. srpna 1992 Paříž)

Dne 18. března 2009 se na civilním obřadu v Roermondu princ Jean oženil s Diane de Guerre (* 13. července 1962 Düsseldorf). Je dcerou belgického aristokrata generála Clauda Gastona de Guerre (1910–1997) a německé hraběnky Eugenie Wolff-Metternich zur Grachtové (1923–2016). Na základě velkovévodského zákona jí byl udělen titul „komtesa de Nassau“ (hraběnka Diane Nasavská).

## Vyznamenání a ocenění

### Národní vyznamenání
- Lucembursko: Rytíř Nasavského domácího řádu zlatého lva
- Lucembursko: Rytíř velkokříže Řádu Adolfa Nasavského

### Zahraniční vyznamenání
- Španělsko: Rytíř velkokříže Řádu Isabely Katolické (8. července 1980)

## Vývod z předků
|                  |                           |  |                |                                           |  |  |  |  |  |  |  | Karel III. Parmský |
|                  |                           |  |                |                                           |  |  |  |  |  |  |  |                    |
|                  | Robert I. Parmský         |  |                |                                           |  |  |  |  |  |  |  |                    |
|                  |                           |  |                |                                           |  |  |  |  |  |  |  |                    |
|                  |                           |  |                | Luisa Marie Terezie z Artois              |  |  |  |  |  |  |  |                    |
|                  |                           |  |                |                                           |  |  |  |  |  |  |  |                    |
|                  | Felix Bourbonsko-Parmský  |  |                |                                           |  |  |  |  |  |  |  |                    |
|                  |                           |  |                |                                           |  |  |  |  |  |  |  |                    |
|                  |                           |  |                | Michal I. Portugalský                     |  |  |  |  |  |  |  |                    |
|                  |                           |  |                |                                           |  |  |  |  |  |  |  |                    |
|                  | Marie Antonie z Braganzy  |  |                |                                           |  |  |  |  |  |  |  |                    |
|                  |                           |  |                |                                           |  |  |  |  |  |  |  |                    |
|                  |                           |  |                | Adelaida z Löwenstein-Wertheim-Rosenbergu |  |  |  |  |  |  |  |                    |
|                  |                           |  |                |                                           |  |  |  |  |  |  |  |                    |
|                  | Jan Lucemburský           |  |                |                                           |  |  |  |  |  |  |  |                    |
|                  |                           |  |                |                                           |  |  |  |  |  |  |  |                    |
|                  |                           |  |                | Adolf Lucemburský                         |  |  |  |  |  |  |  |                    |
|                  |                           |  |                |                                           |  |  |  |  |  |  |  |                    |
|                  | Vilém IV. Lucemburský     |  |                |                                           |  |  |  |  |  |  |  |                    |
|                  |                           |  |                |                                           |  |  |  |  |  |  |  |                    |
|                  |                           |  |                | Adelaida Marie Anhaltsko-Desavská         |  |  |  |  |  |  |  |                    |
|                  |                           |  |                |                                           |  |  |  |  |  |  |  |                    |
|                  | Šarlota Lucemburská       |  |                |                                           |  |  |  |  |  |  |  |                    |
|                  |                           |  |                |                                           |  |  |  |  |  |  |  |                    |
|                  |                           |  |                | Michal I. Portugalský                     |  |  |  |  |  |  |  |                    |
|                  |                           |  |                |                                           |  |  |  |  |  |  |  |                    |
|                  | Marie Anna Portugalská    |  |                |                                           |  |  |  |  |  |  |  |                    |
|                  |                           |  |                |                                           |  |  |  |  |  |  |  |                    |
|                  |                           |  |                | Adelaida z Löwenstein-Wertheim-Rosenbergu |  |  |  |  |  |  |  |                    |
|                  |                           |  |                |                                           |  |  |  |  |  |  |  |                    |
| Jean Lucemburský |                           |  |                |                                           |  |  |  |  |  |  |  |                    |
|                  |                           |  |                |                                           |  |  |  |  |  |  |  |                    |
|                  |                           |  | Filip Belgický |                                           |  |  |  |  |  |  |  |                    |
|                  |                           |  |                |                                           |  |  |  |  |  |  |  |                    |
|                  | Albert I. Belgický        |  |                |                                           |  |  |  |  |  |  |  |                    |
|                  |                           |  |                |                                           |  |  |  |  |  |  |  |                    |
|                  |                           |  |                | Marie Luisa Hohenzollernská               |  |  |  |  |  |  |  |                    |
|                  |                           |  |                |                                           |  |  |  |  |  |  |  |                    |
|                  | Leopold III. Belgický     |  |                |                                           |  |  |  |  |  |  |  |                    |
|                  |                           |  |                |                                           |  |  |  |  |  |  |  |                    |
|                  |                           |  |                | Karel Teodor Bavorský                     |  |  |  |  |  |  |  |                    |
|                  |                           |  |                |                                           |  |  |  |  |  |  |  |                    |
|                  | Alžběta Gabriela Bavorská |  |                |                                           |  |  |  |  |  |  |  |                    |
|                  |                           |  |                |                                           |  |  |  |  |  |  |  |                    |
|                  |                           |  |                | Marie Josefa Portugalská                  |  |  |  |  |  |  |  |                    |
|                  |                           |  |                |                                           |  |  |  |  |  |  |  |                    |
|                  | Josefína Šarlota Belgická |  |                |                                           |  |  |  |  |  |  |  |                    |
|                  |                           |  |                |                                           |  |  |  |  |  |  |  |                    |
|                  |                           |  |                | Oskar II. Švédský                         |  |  |  |  |  |  |  |                    |
|                  |                           |  |                |                                           |  |  |  |  |  |  |  |                    |
|                  | Karel Švédský             |  |                |                                           |  |  |  |  |  |  |  |                    |
|                  |                           |  |                |                                           |  |  |  |  |  |  |  |                    |
|                  |                           |  |                | Žofie Nasavská                            |  |  |  |  |  |  |  |                    |
|                  |                           |  |                |                                           |  |  |  |  |  |  |  |                    |
|                  | Astrid Švédská            |  |                |                                           |  |  |  |  |  |  |  |                    |
|                  |                           |  |                |                                           |  |  |  |  |  |  |  |                    |
|                  |                           |  |                | Frederik VIII. Dánský                     |  |  |  |  |  |  |  |                    |
|                  |                           |  |                |                                           |  |  |  |  |  |  |  |                    |
|                  | Ingeborg Dánská           |  |                |                                           |  |  |  |  |  |  |  |                    |
|                  |                           |  |                |                                           |  |  |  |  |  |  |  |                    |
|                  |                           |  |                | Luisa Švédská                             |  |  |  |  |  |  |  |                    |
|                  |                           |  |                |                                           |  |  |  |  |  |  |  |                    |